# Argininbärnstensaciduri
Argininbärnstensaciduri (ASL-brist)  är en ärftligt autosomal recessiv ämnesomsättningssjukdom. Sjukdomen orsakas av en mutation i kromosom 7 och leder till att enzymet argininosuccinatlyas inte fungerar som det ska. Det leder till att ureacykeln inte kan bryta ner proteiner som gör att man får förhöjda halter av ammoniak i blodet. Detta påverkar gliacellerna i nervsystemet och kan yttra sig i matningssvårigheter, långsam utveckling och andra problem. ASL-brist kan också leda till förstorad lever.

## Orsak
ASL-brist orsakas av en mutation i ASL-genen på kromosom 7 (7q11.21). Sjukdomen leder till att enzymet argininosuccinatlyas antingen helt eller delvis förlorar sin katalytiska funktion, beroende på var mutationen sitter. Mer än 30 stycken mutation har kunna påvisas i ASL-genen. Mutationer som främst orsakar ASL-brist är punktmutationer som till exempel missense- och nonsensemutationer. Det kan bildas 10 olika splicevarianter ur ASL-genen varav 5 är proteinkodande. 

## PKU-test
Argininbärnstensaciduri diagnosticeras tillsammans med andra sjukdomar i det så kallade nyföddscreeningstestet PKU. Man uppskattar att det finns ca en på fem miljoner invånare med ASL-brist i USA. I Sverige är antalet som screenats positivt för ASL-brist för liten för att kunna visa statistiskt men man uppskattar att vartannat år föds det ett barn i Sverige med ASL-brist. PKU-tester började utföras på nyfödda barn sedan mitten av 60-talet. Ett PKU-test kan diagnostisera ett antal olika sällsynta och allvarliga medfödda sjukdomar genom att mäta olika ämnens koncentrationer i barnets blod, vilket tas antingen i handryggen eller i hälen. ASL-brist kan detekteras genom förhöjda ammoniakhalter, förhöjda halter av aminosyran citrullin eller genom att påvisa att argininosuccinat finns i blodet. Under mitten 60-talet screenade man endast för en sjukdom (fenylketonuri), nu däremot screenar man för över 20 olika allvarliga sjukdomar. 

## Argininosuccinatlyas i levern
Argininosuccinatlyas finns i levern och är en del av ureacykeln. Ureacykelns roll är att föra kväveföreningar vidare, som bildas då proteiner och aminosyror bryts ned, ut ur kroppen med hjälp av enzymer och mellanprodukter. Under ureacykeln klyver argininosuccinatlyas argininosuccinat till fumarat och arginin. Arginin, som är en aminosyra, omvandlas därefter till urea vilket sedan lämnar kroppen via urinen. Om argininosuccinatlyaset inte fungerar som den ska bildas det mindre urea och kväveföreningarna från argininosuccinat kommer att ansamla sig som ammoniak, vilket i för höga koncentrationer är giftigt och kan bland annat påverka nervsystemets olika funktioner. Om det dessutom inte finns tillräckligt med arginin så kan det leda till brist av proteiner som använder arginin som byggsten.

## Konsekvenser av ASL-brist
Vid höga halter av ammoniak i blodet tränger den genom blod-hjärnbarriären, vilket leder till att det alstras glutamat i gliacellerna. Detta gör att vatten sugs in i gliaceller och som får hjärnan att svälla upp, vilket kan leda till kramper och medvetslöshet. Andra symptom som snabb och oregelbunden andning, svettning, undertemperatur och svårighet att suga är vanliga hos patienter med ASL-brist. ASL-brist kan även leda till en förstorad lever, vilket stör leverns olika funktioner. Sjukdomen kan även utvecklas långsamt utan några större symtom under barnets första levnadsår, vilket leder till bland annat matningssvårigheter, långsam tillväxt och försenad utveckling.

## Diagnostik
Man kan diagnostisera sjukdomen genom att leta efter förhöjda ammoniakhalter i blod och urin. Däremot kan ammoniakhalter vid lindrig ASL-brist ligga inom normala nivåer och därav inte märkas av sådana tester. En nyföddhetsscreening görs på alla nyfödda i Sverige inom PKU-testet, däremot vet man inte hur pålitligt det testet är för ASL-brist då den endast varit inkluderat i PKU-testet i ett fåtal år.